# Mathieu-fou
 (mai 2014).
Si vous disposez d'ouvrages ou d'articles de référence ou si vous connaissez des sites web de qualité traitant du thème abordé ici, merci de compléter l'article en donnant les références utiles à sa vérifiabilité et en les liant à la section « Notes et références ».
Mathieu-fou est un court métrage français produit et réalisé par Jean-Denis Bonan, sorti en 1967.

## Synopsis
Mariés, Forin et Muguette emploient dans leur ferme un certain Mathieu. Entre le garçon de ferme et Muguette va naître une histoire sentimentale. Forin devient alors un gêneur. Muguette et Mathieu préparent leur crime. Mais petit à petit, Mathieu sombre dans la folie, au point d’effrayer la jeune femme. Il décide de brûler vif le mari.
Il s'agit d'une libre évocation d’un fait divers des années 1960.

## Fiche technique
- Réalisation et scénario : Jean-Denis Bonan
- Image : Jean-Jacques Renon, assistant : Olivier Klementieff
- Assistants : Alain-Yves Beaujour
- Script : Mireille Abramovici
- Régie : Bernard Letrou et Yves Tolini
- Durée : 16 minutes
- Pays d'origine : France
- Format : Noir et blanc + couleur - 35 mm - 1,33:1
- Genre : drame
- Visa no 33681
- Production : Jean-Denis Bonan
- Distribution cinéma : Luna Park Films (2015)
- Edition DVD : Luna Park Films (2015)

## Distribution
- Catherine Deville : Muguette
- Jean-Denis Bonan : Mathieu
- Roland Godard : Forin

## Commentaires
Mathieu-fou fut interdit aux mineurs de moins de 12 ans en décembre 1967. Le précédent court métrage de Jean-Denis Bonan, Tristesse des anthropophages (1966), avait été totalement interdit par la censure onze mois auparavant. Son film suivant, La Femme-bourreau, long métrage underground réalisé à Paris, en avril et mai 1968, sera victime de la censure économique : aucun des distributeurs sollicités n'acceptera de sortir le film en salle.
Mathieu-fou sera restauré puis numérisé en Haute Définition en 2015.